# 鴨島町森藤
鴨島町森藤（かもじまちょうもりとう）は、徳島県吉野川市の大字。2010年10月1日現在の人口は824人、世帯数は254世帯。郵便番号は〒776-0035。

## 地理
吉野川市の南東部に位置。南部は山地で、東西に連なる尾根は名西郡神山町と接する。東は鴨島町山路、西は鴨島町飯尾、北は鴨島町中島に接する。
集落は南方の山腹に数戸あるほか、山麓の台地や北部の平坦地に散在している。

### 河川
- 飯尾川
- 三谷川

### 小字
| - 池田 - 壱ノ坪 - 春日免 - 桑田 - 坂口 - 四反地 | - 城ケ丸 - 正尺 - 大泉寺 - 瀧ノ上 - 田中 - 壇ノ鼻 | - 壇林 - 西浦谷 - 西ノ鼻 - 橋本 - 平山 - 福井 | - 細田 - 三谷下 - 宮前 - 向原 - 森ノ奥 - 六防 |  |

## 歴史
- 2004年（平成16年）10月1日 - 麻植郡鴨島町が川島町・山川町・美郷村と合併して吉野川市となり、現在の町名となる。

## 施設
- 壇の大クス - 徳島県指定天然記念物。
- 三谷寺
- 森藤八幡神社

## 交通

### 道路
国道
- 国道192号

都道府県道
- 徳島県道31号鴨島神山線
- 徳島県道240号西麻植下浦線